# Susanne Gogl-Walli
Susanne Gogl-Walli, född 5 maj 1996, är en friidrottare från Österrike. Hon deltog vid olympiska sommarspelen 2020 och vid olympiska sommarspelen 2024 där hon tog sig till semifinal på 400 meter.